# Folke Thörn
Bror Folke Ottosson Thörn, född 21 september 1897 i Liareds församling i Älvsborgs län, död 29 november 1976 i Hägerstens församling i Stockholms kommun, var en svensk jägmästare, orienterare och aktiv inom svensk friluftsliv.
Thörn växte upp på Årås säteri och kom till Örebro 1913. Han blev en av förgrundsfigurerna inom svenskt friluftsliv. Som aktiv och entusiast var han med att skapa den moderna orienteringssporten och anses vara den förste specialisten. I viss mån var han även med bland pionjärerna inom svensk utförsåkning tillsammans med Gunnar Dyhlén och Olle Rimfors under 1920-talet. År 1931 spelade han in Sveriges första film på temat utförsåkning tillsammans med utförspionjärerna Dyhlén och Rimfors, skidfilmen Tre män på skidor.
Thörn var verksam inom Skidfrämjandet (nuvarande Friluftsfrämjandet) och var den starka kraften bakom namnbytet till Skid- och friluftsfrämjandet år 1938.